# رأس الهر
رأس الهر أو جملج خملي (الاسم العلمي Galeopsis tetrahit) عشبة برية من فصيلة الشفوية تنمو بين
الزرع، وهي عشبة حولية يبلغ ارتفاعها من 15-70 سم أوراقها كاملة، متقابلة، معنقة،
نصلها ذو بشرة زغبية، حافته مسننة، أزهارها نووية التجميع محوية الارتكاز وهي صغيرة الحجم ذات لون
أبيض ووردي وتزهر في شهر تموز إلى أب.
تستعمل هذه العشبة في العلاجات الطبية كمدرة للبول، وقابضة وفي علاج
أمراض الطحال والسل الرئوي والتهاب الشعب.